# 沃登岩
沃登岩（英語：Warden Rock），是南極洲的岩石，位於葛拉漢地的法利埃海岸，處於守護岩西北面3.7公里的比古爾丹灣北岸，由英國研究隊繪入地圖，現時由南極條約體系管理。